# Краснолуцкий, Митрофан Петрович
Митрофан Петрович Краснолуцкий (4 июня 1906, Красное Загорье, Воронежская губерния — 11 марта 1987, Киев) — советский офицер, Герой Советского Союза (16.01.1942), генерал-майор авиации (8.08.1955). В годы Великой Отечественной войны — заместитель командира 65-го штурмового авиационного полка 55-й смешанной авиационной дивизии ВВС 7-й армии Северного фронта, майор.

## Биография
Родился 4 июня 1906 года в селе Красном Загорье Богучарского уезда Воронежской губернии (ныне — Калачеевский район Воронежской области), в крестьянской семье. Украинец. Член КПСС с 1931 года. В 1919 году окончил восемь классов средней школы. Работал ремонтником на железной дороге, затем в колхозе.
В 1930 году призван в ряды Красной Армии. В 1932 году окончил военно-теоретическую школу лётчиков в Ленинграде. В 1936 году — Борисоглебскую военную авиационную школу лётчиков. Участник советско-финской войны 1939—1940 годов. В боях Великой Отечественной войны с июня 1941 года.
12 августа 1941 таранным ударом уничтожил вражеский истребитель. Несмотря на полученные его самолётом повреждения, сражался до конца боя и совершил посадку на своём аэродроме. Указом Президиума Верховного Совета СССР от 16 января 1942 года за образцовое выполнение боевых заданий командования по уничтожению живой силы и техники противника и проявленные при этом мужество и героизм майору Митрофану Петровичу Краснолуцкому присвоено звание Героя Советского Союза с вручением ордена Ленина и медали «Золотая Звезда» (№ 646).
В апреле 1942 года майор П. Краснолуцкий был назначен командиром вновь сформированного 828-го штурмового авиационного полка 7-й воздушной армии Карельского фронта.
В 1944 году подполковник М. П. Краснолуцкий стал заместителем командира 260-й смешанной авиационной дивизии 7-й воздушной армии Карельского фронта, которая за участие в Свирско-Петрозаводской операции получила почётное наименование «Свирская», награждена орденом Красного Знамени.
После войны продолжил службу в Военно-воздушных силах СССР. В 1948 году окончил курсы усовершенствования командиров и начальников штабов авиаобъединений, в 1954 году — Высшие академические курсы при Военной академии Генерального штаба.
С октября 1957 года генерал-майор авиации М. П. Краснолуцкий — в запасе. Жил в Воронеже, потом — в Киеве. Умер 11 марта 1987 года. Похоронен в Киеве на Лукьяновском военном кладбище.

## Награды
- Медаль «Золотая Звезда» Героя Советского Союза (16.1.1942)
- Орден Ленина (16.1.1942)
- Два ордена Красного Знамени (23.07.1944[3], 6.06.1945[4])
- Орден Кутузова II степени (10.04.1945)[5]
- Два ордена Отечественной войны I степени (13.11.1944[6], 6.04.1985)[7]
- орден Отечественной войны II степени (5.09.1943)[8]
- Медали СССР